# Syzygium floribundum
Waterhousea floribunda là một loài thực vật có hoa trong Họ Đào kim nương. Loài này được F.Muell. miêu tả khoa học đầu tiên năm 1864.

## Hình ảnh

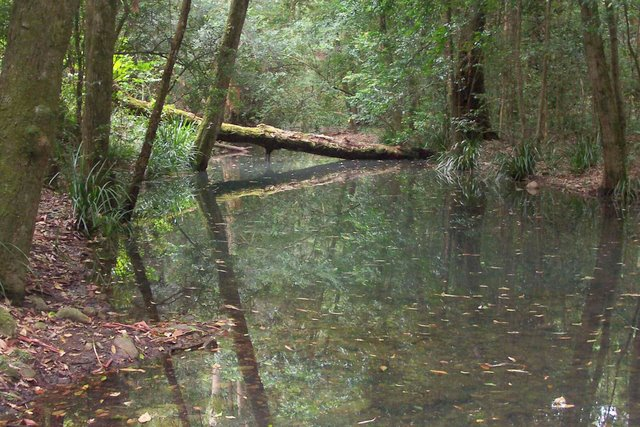